# Lin Tucci
Lin Tucci (* 8. Februar 1960 in Winthrop, Massachusetts als Linda Petrucci) ist eine US-amerikanische Schauspielerin.

## Leben
Lin Tucci wuchs mit ihren zwei Geschwistern in Federal Hill, Providence, Rhode Island auf. Ihr Vater starb, als sie drei Jahre alt war. Sie besuchte die Mount Pleasant Highschool und das Community College of Rhode Island.
Im Anschluss erlangte sie den Bachelor der bildenden Künste im Bereich Theater am Boston Conservatory. Derzeit lebt sie in New York City.

## Wirken
Ihr Filmdebüt gab sie im Jahr 1995 in dem Film Showgirls von Paul Verhoeven, in der Rolle der Henrietta Bazoom. Für diese Rolle wurde sie 1996 in der Kategorie schlechteste Nebendarstellerin für die Goldene Himbeere nominiert. Darüber hinaus tritt sie im Theater auf und ist in verschiedenen Werbespots zu sehen.
Seit 2013 steht Lin Tucci in der Rolle der Anita DeMarco für die Netflix-Webserie Orange Is the New Black vor der Kamera. Im Jahr 2015 konnte sie gemeinsam mit zahlreichen Mitgliedern des Hauptcasts von Orange Is The New Black den „Screen Actors Guild Award for Outstanding Performance by an Ensemble in a Comedy Series“ gewinnen.

## Filmografie
- 1995: Showgirls
- 1998: Law & Order (Fernsehserie, 1 Folge)
- 2001: Nuncrackers
- 2003: Climbing Miss Sophie (Kurzfilm)
- 2007: Nunsensations
- 2007: Brooklyn Rules
- 2009: How to Seduce Difficult Women – So angelt man sich eine Frau (How to Seduce Difficult Women)
- 2013–2019: Orange Is the New Black (Fernsehserie)
- 2015: Alto

## Auszeichnungen
Screen Actors Guild Award
- 2015: Auszeichnung in der Kategorie Bestes Schauspielensemble in einer Fernsehserie – Komödie für Orange Is the New Black